# Álvaro Corral
Álvaro Corral Echazarreta (Logroño, La Rioja, 30 de mayo de 1983) es un exfutbolista español. Su demarcación era la de defensa central o lateral. Actualmente es el preparador físico de la Sociedad Deportiva Logroñés. 

## Biografía
Se formó en el Aurrerá de Vitoria,y de ahí formó parte de equipos como el Recreación de Logroño, Zamora C.F., CF Palencia, UE Sant Andreu y Club Deportivo Izarra. En el año 2010 llega al CD Mirandés donde logró el ascenso a Segunda División en 2012. Permaneció 6 temporadas en el club de Miranda de Ebro hasta la temporada 2015/16.

## Clubes
| Club                   | País   | Categoría | Año       |
| ---------------------- | ------ | --------- | --------- |
| Aurrerá de Vitoria     | España | 3ª        | 2002-2003 |
| Recreación de La Rioja | España | 2ª B      | 2003-2004 |
| Zamora C.F.            | España | 2ª B      | 2004-2006 |
| CF Palencia            | España | 2ª B      | 2006-2008 |
| UE Sant Andreu         | España | 2ª B      | 2008-2009 |
| Club Deportivo Izarra  | España | 2ª B      | 2009-2010 |
| C.D.Mirandés           | España | 2ª        | 2010-2016 |
| CD Tudelano            | España | 2ª B      | 2016-2018 |